# Campionati del mondo di atletica leggera 2019 - 100 metri piani maschili
La specialità dei 100 metri piani maschili dei campionati del mondo di atletica leggera 2019 si è svolta tra il 27 e il 28 settembre allo Stadio Internazionale Khalifa di Doha, in Qatar.

## Podio
| Pos.    | Atleta            | Nazionalità | Tempo |
| ------- | ----------------- | ----------- | ----- |
| Oro     | Christian Coleman | Stati Uniti | 9"76  |
| Argento | Justin Gatlin     | Stati Uniti | 9"89  |
| Bronzo  | Andre De Grasse   | Canada      | 9"90  |

## Situazione pre-gara

### Record
Prima di questa competizione, il record del mondo (RM) e il record dei campionati (RC) erano i seguenti.
| Record                | Prestazione | Atleta              | Data                             | Competizione  |
| --------------------- | ----------- | ------------------- | -------------------------------- | ------------- |
| Record mondiale       | 9"58        | Usain Bolt Giamaica | 16 agosto 2009 Berlino, Germania | Mondiali 2009 |
| Record dei campionati | 9"58        | Usain Bolt Giamaica | 16 agosto 2009 Berlino, Germania | Mondiali 2009 |

### Campioni in carica
I campioni in carica a livello mondiale e olimpico erano:
| Campione | Atleta                    | Prestazione | Data                                   | Competizione         |
| -------- | ------------------------- | ----------- | -------------------------------------- | -------------------- |
| Olimpico | Usain Bolt Giamaica       | 9"81        | 14 agosto 2016 Rio de Janeiro, Brasile | Giochi olimpici 2016 |
| Mondiale | Justin Gatlin Stati Uniti | 9"92        | 5 agosto 2017 Londra, Gran Bretagna    | Mondiali 2017        |

### La stagione
Prima di questa gara, gli atleti con le migliori tre prestazioni dell'anno erano:
| Pos. | Atleta                        | Prestazione | Data                                            |
| ---- | ----------------------------- | ----------- | ----------------------------------------------- |
| 1    | Christian Coleman Stati Uniti | 9"81        | 30 giugno 2019 Palo Alto, Stati Uniti d'America |
| 2    | Noah Lyles Stati Uniti        | 9"86        | 18 maggio 2019 Shanghai, Cina                   |
| 3    | Divine Oduduru Nigeria        | 9"92        | 07 giugno 2019 Austin, Stati Uniti d'America    |

## Risultati

### Turno preliminare
I turni preliminari si sono corsi a partire dalle 16:35 del 27 settembre. Il primo di ogni serie (Q) e i cinque tempi migliori tra gli esclusi (q) si qualificano alle batterie.
| Pos. | Batteria | Nome                  | Nazionalità         | Tempo | Note                                     |
| ---- | -------- | --------------------- | ------------------- | ----- | ---------------------------------------- |
| 1    | 1        | Taymir Burnet         | Paesi Bassi         | 10"23 | Q                                        |
| 2    | 2        | Kim Kuk-young         | Corea del Sud       | 10"32 | Q                                        |
| 3    | 3        | Xu Zhouzheng          | Cina                | 10"35 | Q                                        |
| 4    | 4        | Ebrima Camara         | Gambia              | 10"36 | Q                                        |
| 5    | 1        | Hakeem Huggins        | Saint Kitts e Nevis | 10"49 | q                                        |
| 6    | 4        | Banuve Tabakaucoro    | Figi                | 10"56 | q                                        |
| 7    | 3        | Jonathan Bardottier   | Mauritius           | 10"61 | q                                        |
| 8    | 1        | Owaab Barrow          | Qatar               | 10"64 | q                                        |
| 9    | 2        | Ngần Ngọc Nghĩa       | Vietnam             | 10"67 | q                                        |
| 10   | 2        | Yendountien Tiebekabe | Togo                | 10"69 |                                          |
| 11   | 4        | Stern Noel Liffa      | Malawi              | 10"72 | Record nazionale                         |
| 12   | 3        | Melique García        | Honduras            | 10"76 |                                          |
| 13   | 2        | Brandon Jones         | Belize              | 10"88 |                                          |
| 14   | 3        | Rossene Mpingo        | RD del Congo        | 10"98 | Miglior prestazione personale            |
| 15   | 4        | Jonah Harris          | Nauru               | 11"01 |                                          |
| 16   | 1        | Ronald Fotofili       | Tonga               | 11"06 |                                          |
| 17   | 1        | Saymon Rijo Morris    | Anguilla            | 11"11 | Miglior prestazione personale            |
| 18   | 2        | Paul Ma'Unikeni       | Isole Salomone      | 11"29 | Miglior prestazione personale stagionale |
| 19   | 3        | Scott James Fiti      | Micronesia          | 11"34 |                                          |
| 20   | 4        | Cheick Camara         | Guinea              | 11"38 | Miglior prestazione personale            |
| 21   | 1        | Said Gilani           | Afghanistan         | 11"45 | Miglior prestazione personale stagionale |
| 22   | 3        | Bleu Perez            | Guam                | 11"48 | Miglior prestazione personale stagionale |
| 23   | 2        | Tirioro Willie        | Kiribati            | 11"57 |                                          |
| 24   | 4        | Dinesh Kumar Dhakal   | Bhutan              | 11"64 | Record nazionale                         |
| 25   | 4        | Nainoa Soto Thompson  | Samoa Americane     | 11"66 |                                          |
| 26   | 4        | Adrian Ililau         | Palau               | 11"67 |                                          |
| 27   | 1        | Tikove Piira          | Isole Cook          | 11"81 |                                          |
| 28   | 3        | Don Motellang         | Isole Marshall      | 11"89 | Miglior prestazione personale            |
| 29   | 1        | Alpha Diagana         | Mauritania          | 12"30 | Miglior prestazione personale            |
| -    | 2        | Ahmed Ali             | Sudan               | dns   |                                          |

### Batterie
Le batterie si sono corse a partire dalle 18:05 del 27 settembre. I primi tre di ogni serie (Q) e i sei tempi migliori tra gli esclusi (q) si qualificano alle semifinali.
| Pos. | Batteria | Nome                    | Nazionalità         | Tempo | Note |
| ---- | -------- | ----------------------- | ------------------- | ----- | ---- |
| 1    | 6        | Christian Coleman       | Stati Uniti         | 9"98  | Q    |
| 2    | 1        | Akani Simbine           | Sudafrica           | 10"01 | Q    |
| 3    | 2        | Justin Gatlin           | Stati Uniti         | 10"06 | Q    |
| 4    | 4        | Yohan Blake             | Giamaica            | 10"07 | Q    |
| 5    | 6        | Marcell Jacobs          | Italia              | 10"07 | Q    |
| 6    | 4        | Jimmy Vicaut            | Francia             | 10"08 | Q    |
| 7    | 3        | Zharnel Hughes          | Gran Bretagna       | 10"08 | Q    |
| 8    | 6        | Abdul Hakim Sani Brown  | Giappone            | 10"09 | Q    |
| 9    | 5        | Paulo André de Oliveira | Brasile             | 10"11 | Q    |
| 10   | 2        | Andre De Grasse         | Canada              | 10"13 | Q    |
| 11   | 3        | Raymond Ekevwo          | Nigeria             | 10"14 | Q    |
| 12   | 5        | Mike Rodgers            | Stati Uniti         | 10"14 | Q    |
| 13   | 4        | Arthur Cissé            | Costa d'Avorio      | 10"14 | Q    |
| 14   | 1        | Aaron Brown             | Canada              | 10"16 | Q    |
| 15   | 4        | Yoshihide Kiryū         | Giappone            | 10"18 | q    |
| 16   | 3        | Emmanuel Matadi         | Liberia             | 10"19 | Q    |
| 16   | 1        | Xie Zhenye              | Cina                | 10"19 | Q    |
| 18   | 2        | Adam Gemili             | Gran Bretagna       | 10"19 | Q    |
| 19   | 5        | Filippo Tortu           | Italia              | 10"20 | Q    |
| 20   | 1        | Taymir Burnet           | Paesi Bassi         | 10"21 | q    |
| 20   | 5        | Yuki Koike              | Giappone            | 10"21 | q    |
| 22   | 4        | Su Bingtian             | Cina                | 10"21 | q    |
| 23   | 2        | Tyquendo Tracey         | Giamaica            | 10"21 | q    |
| 24   | 1        | Ojie Edoburun           | Gran Bretagna       | 10"23 | q    |
| 25   | 1        | Christopher Belcher     | Stati Uniti         | 10"23 |      |
| 26   | 2        | Edward Osei-Nketia      | Nuova Zelanda       | 10"24 |      |
| 27   | 5        | Hassan Taftian          | Iran                | 10"24 |      |
| 28   | 3        | Simon Magakwe           | Sudafrica           | 10"25 |      |
| 29   | 5        | Thando Dlodlo           | Sudafrica           | 10"25 |      |
| 30   | 6        | Rodrigo do Nascimento   | Brasile             | 10"25 |      |
| 31   | 6        | Mario Burke             | Barbados            | 10"31 |      |
| 32   | 4        | Kim Kuk-young           | Corea del Sud       | 10"32 |      |
| 33   | 3        | Cejhae Greene           | Antigua e Barbuda   | 10"33 |      |
| 34   | 3        | Joseph Amoah            | Ghana               | 10"36 |      |
| 35   | 6        | Lalu Muhammad Zohri     | Indonesia           | 10"36 |      |
| 36   | 3        | Xu Zhouzheng            | Cina                | 10"37 |      |
| 37   | 1        | Kemar Hyman             | Isole Cayman        | 10"37 |      |
| 38   | 6        | Alex Wilson             | Svizzera            | 10"38 |      |
| 39   | 3        | Ebrima Camara           | Gambia              | 10"38 |      |
| 40   | 2        | Rohan Browning          | Australia           | 10"40 |      |
| 41   | 4        | Vitor Hugo dos Santos   | Brasile             | 10"42 |      |
| 42   | 2        | Usheoritse Itsekiri     | Nigeria             | 10"46 |      |
| 43   | 1        | Banuve Tabakaucoro      | Figi                | 10"56 |      |
| 44   | 4        | Hakeem Huggins          | Saint Kitts e Nevis | 10"62 |      |
| 45   | 5        | Owaab Barrow            | Qatar               | 12"82 |      |
| -    | 2        | Jonathan Bardottier     | Mauritius           | dns   |      |
| -    | 9        | Ngần Ngọc Nghĩa         | Vietnam             | dns   |      |

### Semifinali
Le semifinali si sono corse a partire dalle 18:45 del 28 settembre. I primi due di ogni serie (Q) e i due tempi migliori tra gli esclusi (q) si qualificano alla finale.
| Pos. | Batteria | Nome                    | Nazionalità    | Tempo | Note |
| ---- | -------- | ----------------------- | -------------- | ----- | ---- |
| 1    | 1        | Christian Coleman       | Stati Uniti    | 9"88  | Q    |
| 2    | 3        | Akani Simbine           | Sudafrica      | 10"01 | Q    |
| 3    | 3        | Zharnel Hughes          | Gran Bretagna  | 10"05 | Q    |
| 4    | 2        | Andre De Grasse         | Canada         | 10"07 | Q    |
| 5    | 2        | Yohan Blake             | Giamaica       | 10"09 | Q    |
| 6    | 2        | Justin Gatlin           | Stati Uniti    | 10"09 | q    |
| 7    | 3        | Filippo Tortu           | Italia         | 10"11 | q    |
| 8    | 3        | Tyquendo Tracey         | Giamaica       | 10"11 |      |
| 9    | 3        | Michael Rodgers         | Stati Uniti    | 10"12 |      |
| 10   | 1        | Aaron Brown             | Canada         | 10"12 | Q    |
| 11   | 1        | Adam Gemili             | Gran Bretagna  | 10"13 |      |
| 12   | 1        | Paulo André de Oliveira | Brasile        | 10"14 |      |
| 12   | 2        | Xie Zhenye              | Cina           | 10"14 |      |
| 14   | 1        | Abdul Hakim Sani Brown  | Giappone       | 10"15 |      |
| 15   | 3        | Yoshihide Kiryū         | Giappone       | 10"16 |      |
| 16   | 3        | Jimmy Vicaut            | Francia        | 10"16 |      |
| 17   | 1        | Taymir Burnet           | Paesi Bassi    | 10"18 |      |
| 18   | 2        | Raymond Ekevwo          | Nigeria        | 10"20 |      |
| 19   | 1        | Marcell Jacobs          | Italia         | 10"20 |      |
| 20   | 2        | Ojie Edoburun           | Gran Bretagna  | 10"22 |      |
| 21   | 1        | Su Bingtian             | Cina           | 10"23 |      |
| 22   | 2        | Yuki Koike              | Giappone       | 10"28 |      |
| 23   | 2        | Emmanuel Matadi         | Liberia        | 10"28 |      |
| 24   | 3        | Arthur Cissé            | Costa d'Avorio | 10"34 |      |

### Finale
La finale si è corsa alle 22:15 del 28 settembre.
| Pos. | Corsia | Nome              | Nazionalità   | Tempo | Note                                                                    |
| ---- | ------ | ----------------- | ------------- | ----- | ----------------------------------------------------------------------- |
|      | 4      | Christian Coleman | Stati Uniti   | 9"76  | Miglior prestazione mondiale stagionale · Miglior prestazione personale |
|      | 3      | Justin Gatlin     | Stati Uniti   | 9"89  |                                                                         |
|      | 6      | Andre De Grasse   | Canada        | 9"90  | Miglior prestazione personale                                           |
| 4    | 5      | Akani Simbine     | Sudafrica     | 9"93  | Miglior prestazione personale stagionale                                |
| 5    | 8      | Yohan Blake       | Giamaica      | 9"97  |                                                                         |
| 6    | 7      | Zharnel Hughes    | Gran Bretagna | 10"03 |                                                                         |
| 7    | 2      | Filippo Tortu     | Italia        | 10"07 | Miglior prestazione personale stagionale                                |
| 8    | 9      | Aaron Brown       | Canada        | 10"08 |                                                                         |